# Štitonoše
Chondrostei, nadred riba zrakoperki čiji je jedini preživjeli redovi Acipenseriformes (jesetrovke) i Polypteriformes (veslokljunke). Glavna obilježja su im hrskavični kostur i koščate pločice po tijelu, zbog čega se smatraju za najprimitivnije koštunjače. 
Chondrostei žive uglavnom na morskom dnu a kako su anadromne poput lososa, zbog razmnožavanja migriraju u slatke vode. Oplodnja je vanjska nakon što ženka iznese jaja na dno koje mužjaci onda oplode.

## Izumrli redovi
- Aeduliiformes †
- Dorypteriformes †
- Haplolepiformes †
- Luganoiiformes †
- Palaeonisciformes Hay, 1902 †
- Paramblypteriformes †
- Peltopleuriformes †
- Perleidiformes †
- Phanerorhynchiformes †
- Pholidopleuriformes †
- Redfieldiiformes †
- Saurichthyiformes †
- Tarrasiiformes †[1]